# Konflikt in Nordwest-Pakistan

Stammesgebiete Pakistans, einschließlich Süd- und Nord-Wasiristans
Chaibar Pachtunchwa (ehemals Nordwestliche Grenzprovinz, NWFP)

Der Konflikt in Nordwest-Pakistan, auch bekannt als Aufstand in Khyber Pakhtunkhwa oder Pakistanischer Krieg gegen den Terror ist ein bewaffneter Konflikt zwischen der Armee Pakistans und Islamisten, darunter der Tehrik-i-Taliban Pakistan (TTP), Jundallah, Lashkar-e-Islam, TNSM, al-Qaida. Ebenfalls involviert sind auf Seiten der Islamisten Verbündete aus Zentralasien wie der Islamische Staat – Provinz Khorasan, die Islamische Bewegung Usbekistan, die Islamische Turkestan-Partei, die Kaukasus-Provinz des Islamischen Staats sowie verschiedene Elemente der organisierten Kriminalität. Er begann 2004, als Spannungen eskalierten, die in der Suche nach al-Qaida-Mitgliedern in Wasiristan (Schlacht von Wanna) durch die pakistanische Armee begründet waren.

## Vorgeschichte
Nachdem das Regime der Taliban in Afghanistan im Jahr 2001 durch einen US-geführten Militäreinsatz gestürzt worden war, etablierten sich aus Afghanistan geflohene Taliban in den nordwestlichen Regionen Pakistans. Dort gewannen sie zunächst die Kontrolle über Gebiete innerhalb der Stammesgebiete unter Bundesverwaltung (FATA), eines pakistanischen Sonderterritoriums, das mehrheitlich von Paschtunen bewohnt wird. Diese Region wird von der Zentralregierung nur unvollständig kontrolliert und war von den Taliban schon früher als Rückzugsgebiet genutzt worden. Von den Stammesgebieten rückten die Taliban in die Nordwestliche Grenzprovinz (NWFP) und nach Belutschistan vor. Der damalige Präsident Pervez Musharraf versuchte ab 2001 im Zusammenhang mit dem Krieg gegen den Terror, die Taliban an der Festsetzung im Nordwesten Pakistans zu hindern.

## Ablauf des Konflikts
Zu Beginn des Jahres 2004 entsandte die pakistanische Armee 80.000 Soldaten in die Stammesgebiete. Dort kam es zunächst in Wana in Nordwasiristan zu Zusammenstößen zwischen den pakistanischen Truppen und den Taliban sowie anderen Kämpfern, denen sich jeweils örtliche Clans anschlossen. In diesem Konflikt starben bis 2006 mehrere hundert pakistanische Soldaten. Auf Antrag des Gouverneurs der NWFP (North West Frontier Province of Pakistan), Ali Muhammad Orakzai, wurde zu diesem Zeitpunkt eine Jirga einberufen, von der eine Beendigung der Kampfhandlungen erhofft wurde. Anschließend schloss die pakistanische Regierung mit den Stämmen Nord-Wasiristans am 5. September 2006 das Abkommen von Miranshah. Kernpunkte waren die Einstellung der Kampfhandlungen durch die pakistanischen Streitkräfte sowie ihr Rückzug aus den Stammesgebieten. Stattdessen sollten fortan Stammesangehörige die Regierungstruppen ersetzen und für den Schutz der örtlichen Behörden sorgen.
Das Abkommen von Miranshah am 5. September 2006 beendete die Auseinandersetzungen zwischen der pakistanischen Regierung und der Mehrzahl der lokalen Stämme. Es wurde jedoch kritisiert, dass hierdurch der Einfluss der Taliban eher gefördert als aufgehalten werde. Die Taliban ermordeten in der Folgezeit mehrere Stammesführer, die das Abkommen mit unterzeichnet hatten, und setzten ihre Expansion fort. Im Jahr 2007 warben die Taliban offen neue Mitglieder in Koranschulen und versuchten, durch Angriffe auf Schulbehörden deren Kooperation zu erzwingen. Auch verübten die Taliban Anschläge gegen Einrichtungen, die nicht mit ihrem Weltbild zu vereinbaren waren, wie z. B. Musik- und Videoläden oder Modegeschäfte. Zudem gingen die Taliban gegen Kriminelle und auch Behörden vor. Zu dieser Zeit nahmen sie vermehrt Geiseln unter den Polizeikräften der Region, um dadurch inhaftierte Mitkämpfer freizutauschen. Im Dezember 2007 schlossen sich die verschiedenen islamistischen und Taliban-Gruppierungen zur „Tehrik-i-Taliban Pakistan“ (TTP), der Taliban-Bewegung in Pakistan, zusammen. Anführer dieser Organisation wurde der Islamist und Stammesführer Baitullah Mehsud. Laut dem Harvard-Wissenschaftler Hassan Abbas bestanden die Ziele Mehsuds darin, die Scharia in Pakistan einzuführen, den Kampf gegen die NATO in Afghanistan weiterzuführen sowie ein bewaffneter Kampf gegen die pakistanische Armee und eine kompromisslose Linie gegenüber der pakistanischen Regierung. Abbas schätzte, dass Mehsud etwa 5000 Mann unter seinem Kommando hatte.
Bisher konnte das pakistanische Militär fast jede Schlacht gegen die Kämpfer gewinnen. Die Militanz bleibt jedoch immer noch in verschiedenen Teilen der Nordwestlichen Grenzprovinz stark. 2008 wurde das Militär Pakistans und das Grenzkorps von Großbritannien und den USA in der Aufstandsbekämpfung ausgebildet. Als Mehsud Anfang August 2009 bei einem der US-Drohnenangriffe in Pakistan starb, kam es zu gewaltsamen Auseinandersetzungen um seine Nachfolge, aus denen Hakimullah Mehsud als neuer Anführer der Taliban hervorging.
Nach Friedensverhandlungen zwischen der pakistanischen Zentralregierung und der TTP verkündeten beide Seiten im Juni 2022 einen Waffenstillstand. Im November 2022 kündigte jedoch Tehrik-i-Taliban Pakistan den Waffenstillstand einseitig auf und rief zu landesweiten Angriffen gegen Pakistan auf.

## Opfer
Bis 2011 starben in dem Konflikt etwa 3.097 Soldaten, 721 erlitten dauerhafte Behinderungen.
Laut dem South Asia Terrorism Portal kamen zwischen 2000 und 2019 im Terror in Pakistan 63.872 Menschen ums Leben, darunter mindestens 34.106 Terroristen, 7.118 Sicherheitskräfte und mehr als 22.648 Zivilisten.
Von 2004 bis 2018 gab es in Pakistan 12.853 Terroranschläge.

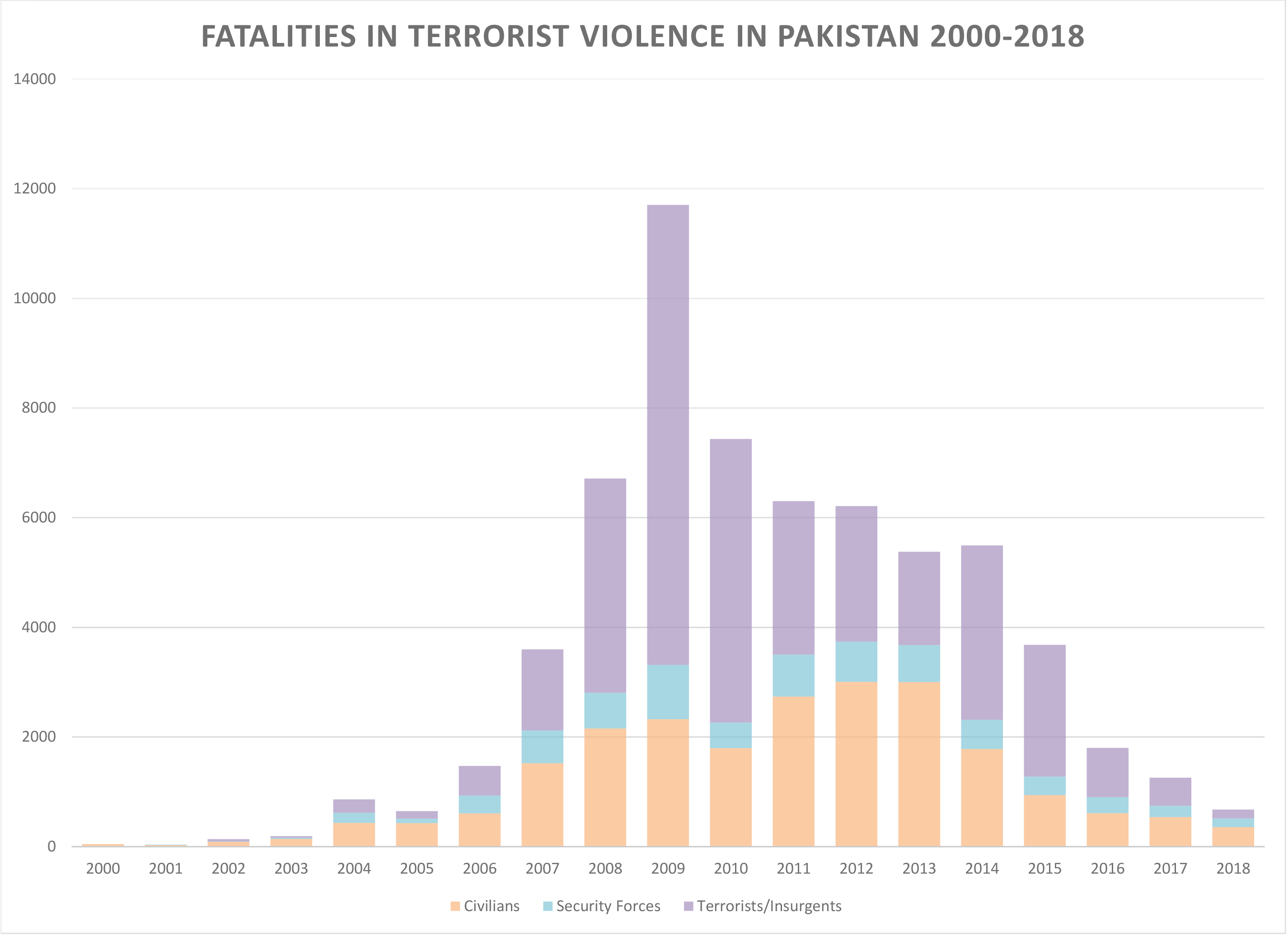
Tote durch Terrorangriffe in Pakistan von 2000 bis 2018